# Elde (fiume)
La Elde, con i suoi 208 km di lunghezza è il fiume più lungo del Land del Meclemburgo-Pomerania Anteriore. Esso scorre nel sud e nel sudovest dello stato e collega la zona del lago Müritz con l'Elba. Il suo tratto lungo 180 km, navigabile ed ampiamente regolato da Dömitz fino all'estremo sud del Müritz è denominato Müritz-Elde-Wasserstraße ed è considerato una Bundeswasserstraße (Via d'acqua federale) della quale è competente l'ufficio per la Navigazione e le Acque di Lauenburg.

## Corso

### Sorgenti

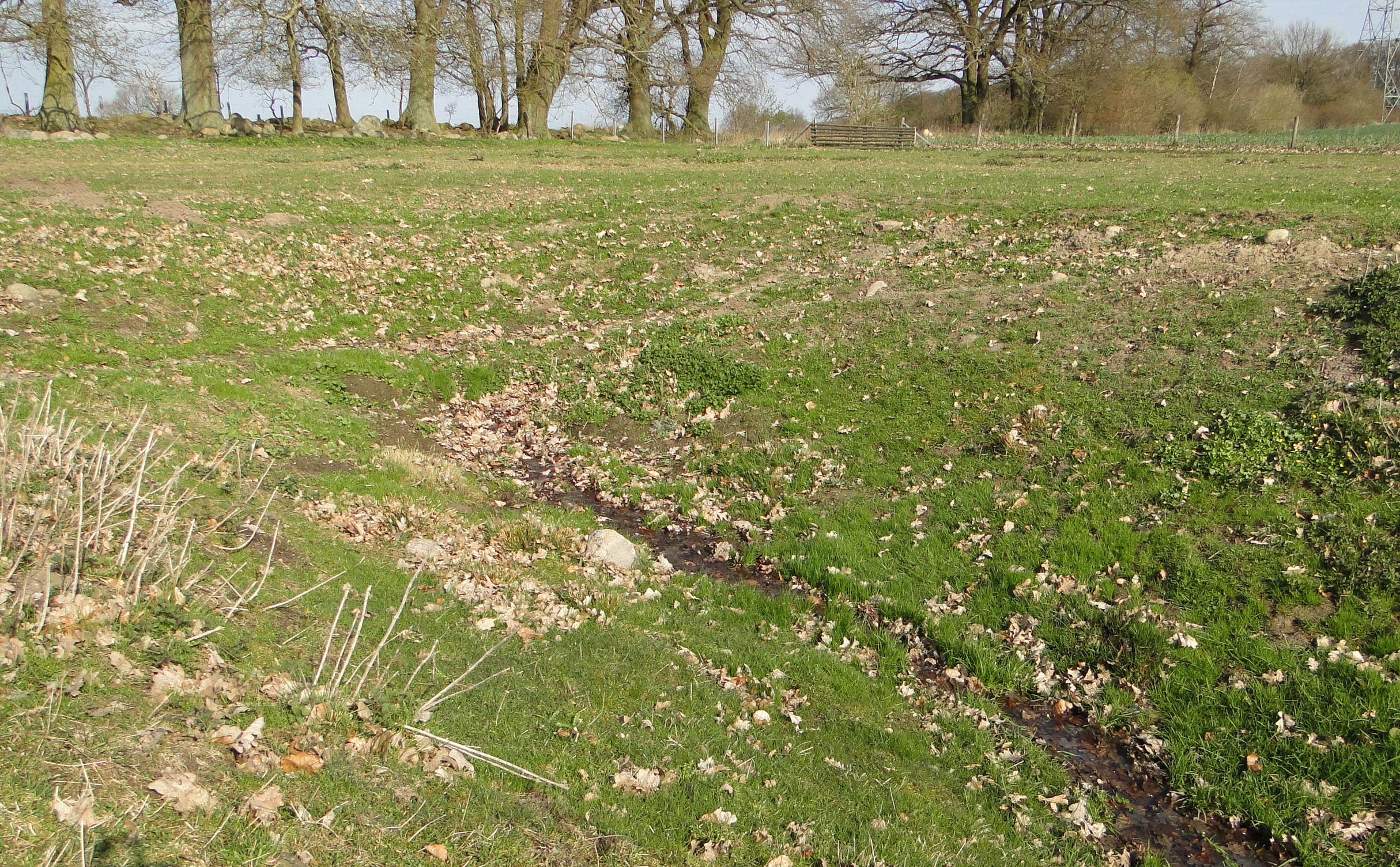
Inizio del corso presso Darze

Storicamente come si vede anche dalla mappatura dell'Ufficio per l'Ambiente, la Protezione della Natura e la Geologia (LUNG=Landesamtes für Umwelt, Naturschutz und Geologie) del Meclemburgo-Pomerania Anteriore viene individuato l'inizio del fiume presso Darze (nella documentazione storica bei der Darzer Mühle), nel comune del Meclemburgo di Altenhof, sei chilometri a sud-est del Plauer See e 20 km ad ovest del Müritz.
I primi 600 m del corso del fiume al di sotto di una falesia sono in condotta. Il corso del fiume esce alla luce circa 400 m ad ovest di Darze, ad un'altezza di circa 90 m s.l.m.
Altri documenti indicano punti differenti come sorgenti. Così la mappa dell'Ufficio per l'Informazione Geografica, il Rilevamento Topografico e il Catasto presso l'Ufficio di Stato per l'Amministrazione del Meclemburgo-Pomerania Anteriore indica esplicitamente come luogo delle sorgenti Knüppeldamm, frazione del comune di Fincken. Questa indicazione poggia su proprie dichiarazioni sulle registrazioni topografiche negli anni cinquanta e sessanta.
Solo pochi chilometri dalle sorgenti dell'Elde, sgorgano la Dosse e la Stepenitz.

### Ulteriore corso

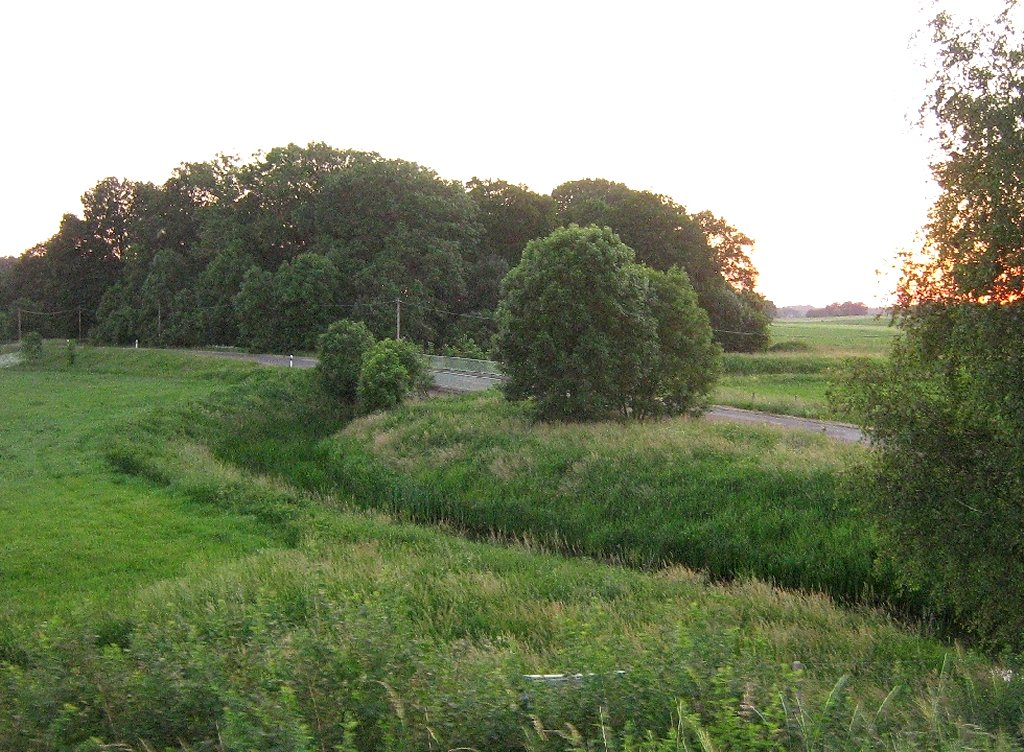
Corso superiore dell'Elde vicino a Zepkow.

Da Darze la Elde attraversa descrivendo un arco verso est il Darzer See, il Finckener See, il Massower See e dopo essere scavalcata dall'autostrada BAB 19, il Mönchsee ed il Melzer See. Questi – come anche i successivi laghi – appartengono alla piana dei laghi del Meclemburgo. Oltre il Piccolo Müritz il corso del fiume raggiunge il Müritz sulla sua punta meridionale. L'uscita dal Müritz avviene invece alla sua punta settentrionale, il Binnenmüritz, presso la città di Waren.
Nel suo percorso successivo verso ovest il fiume attraversa i laghi Kölpinsee, Fleesensee, lago di Malchow (con la città di Malchow), Petersdorfer See e Plauer See. Nel lungo tratto dei grandi laghi meclemburghesi dal Müritzarm fino al Plauer See la Elde come fiume è appena percettibile. Fra Müritz e Kölpinsee viene diversamente indicato come Ree(c)ke, Reeckkanal e fra il Fleesensee, il Malchower See e il Petersdorfer See come Reecken. Queste denominazioni sono di origine slava.
Esso attraversa la città sulla sponda occidentale dei laghi di Plau am See. Da lì in avanti ha un corso regolato per quasi tutta la sua lunghezza. La Elde scorre prevalentemente verso ovest oltre Lübz e Parchim. Circa 14 km ad ovest di Parchim si trova collegato al lago di Schwerin. A questa diramazione la Elde piega verso sud e scorre oltre Neustadt-Glewe, Grabow e poi nuovamente in direzione sudovest verso Eldena. Prima di Eldena si separa dall'Elde un canale: il canale Elde-Seitenkanal, che scorre direttamente in direzione sudovest oltre Neu Kaliß verso Dömitz.
La Elde originale invece piega, oltre Gorlosen, verso sud e si unisce presso Seedorf al fiume Löcknitz, dopo aver raggiunto il brandeburghese Circondario del Prignitz.
Il corso unito dei due fiumi, che si dirige nuovamente ad ovest nella direzione di Dömitz, veniva considerato fin quasi al 1900 una parte della Vecchia Elde, dopo di che questo tratto venne denominato Löcknitz.

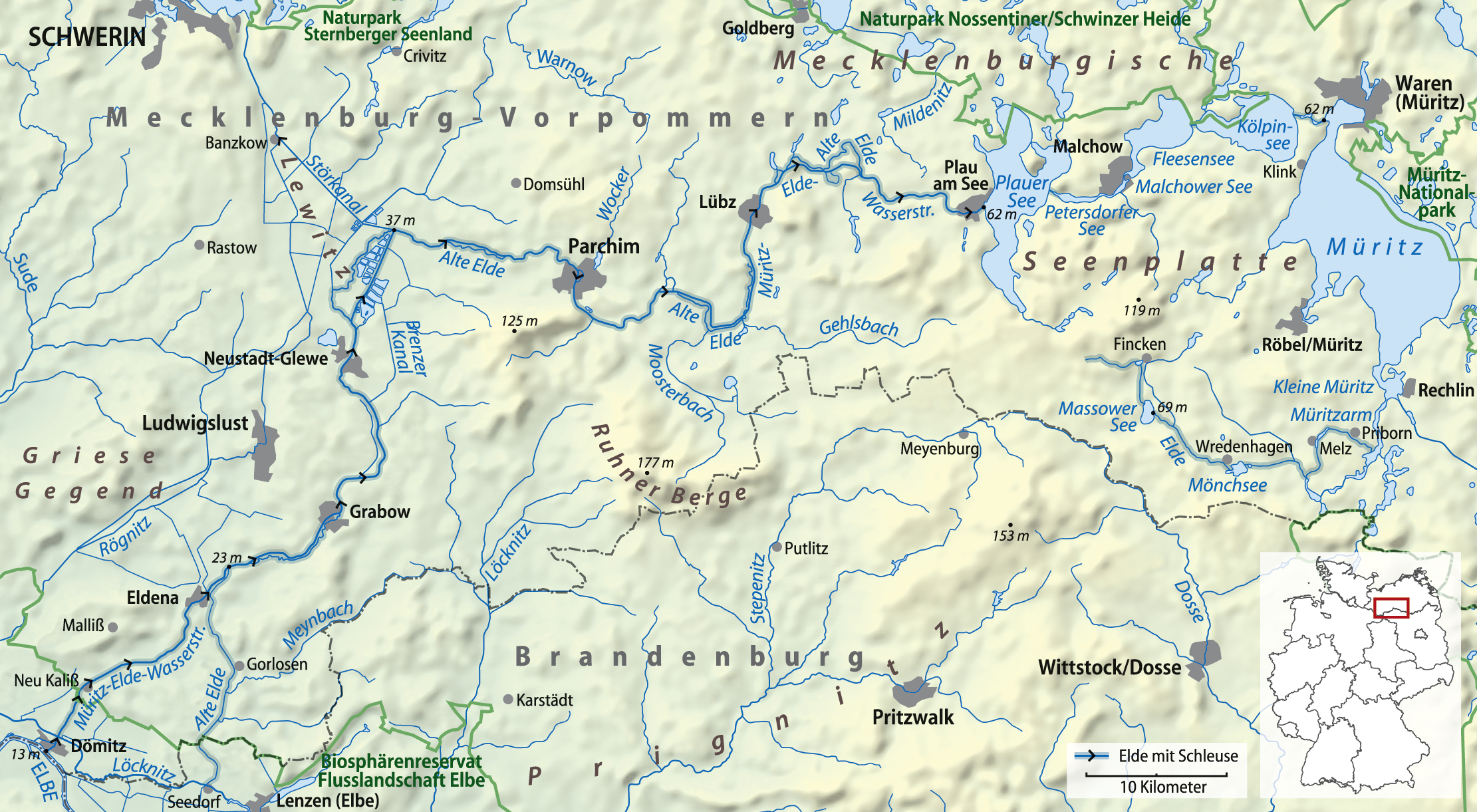
Corso della Elde

### Tratto navigabile
La Elde, nella zona dei laghi, nei tratti dal corso regolato e nei canali laterali, è navigabile da barche ed imbarcazioni fluviali per circa 180 km. Come segno dei tratti regolati della Elde, compreso il tratto Eldena–Dömitz, era rimasto per secoli il nome Neue Elde. Questo nome si trovava nelle mappe ed in altre pubblicazioni fino all'inizio degli anni 1960
Inoltre per l'intera parte navigabile già allora era comune il nome di Elde-Müritz-Wasserstraße (Via d'acqua Elde-Müritz).
Già nel 1936 il Ministero dei Trasporti del Reich aveva stabilito per questa via d'acqua la denominazione ufficiale di Müritz-Elde-Wasserstraße. Per il tratto fra Eldena e Dömitz si trovano fra le carte le indicazioni di Eldekanal und Eldeseitenkanal. La denominazione ufficiale attuale è: Elde-Seitenkanal.

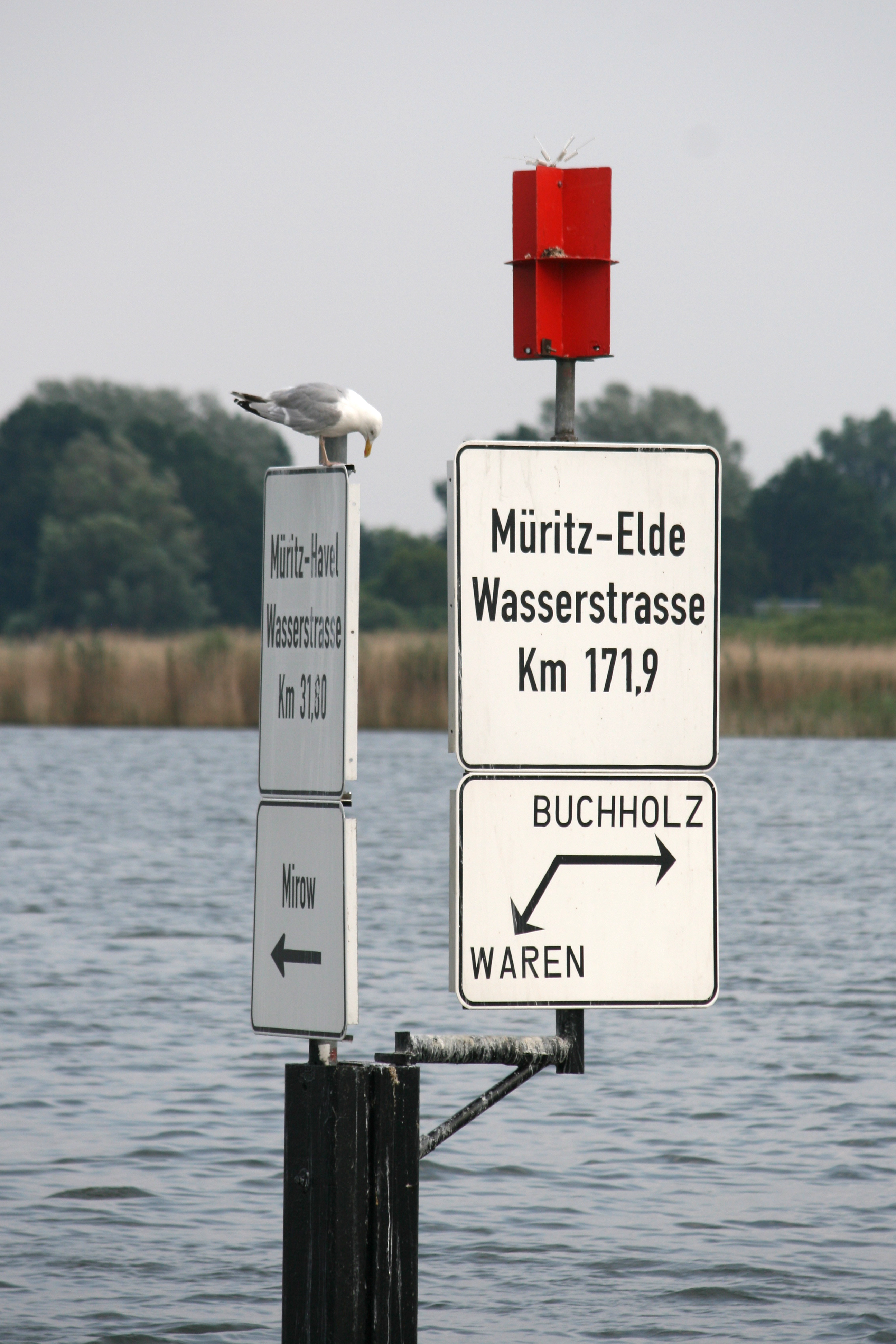
Diramazione Müritz-Havel-Wasserstraße al chilometro 171,9

#### Via d'acqua Müritz-Elde
La Müritz-Elde-Wasserstraße (MEW) è una via d'acqua federale di classe I e rappresenta un collegamento per la navigazione fluviale fra l'Elba e la Piana dei laghi del Meclemburgo, oltre la diramazione dello Störkanal anche fino al Lago di Schwerin. Da Plau la via d'acqua scorre priva di chiuse attraverso il lago di Plau, il lago di Petersdorf, il lago di Malchow, il Fleesensee, il Kölpinsee ed infine il Müritz, con brevi collegamenti fra questi.
La misura delle distanze inizia a Dömitz (km. 0,0). Al chilometro 56 si distacca lo Störkanal ed al chilometro 171,9 la via d'acqua Müritz-Havel. Quest'ultima termina al km. 180 nella località di Buchholz legata al Piccolo Müritz. Al di sopra della sua immissione nel Piccolo Müritz a Priborn, la Elde non fa più parte della MEW.
Il pescaggio massimo fra Dömitz e Plau è di 1,20 m e sul rimanente tratto di 1,40. L'importanza economica della via d'acqua è oggi piuttosto limitata a causa delle sue limitate misure ed su di essa transitano ora prevalentemente imbarcazioni da diporto e da escursione turistica. Nel 2009 sono transitate a Dömitz 3481 imbarcazioni ed a Plau am See 7962.
Dal punto di vista formale appartiene alla via d'acqua Müritz-Elde ancora il tratto di 44,7 km dello Stör (Störkanal, Stör, Lago di Schwerin) con lo Ziegelsee (Stangengraben, Heidensee, Werderkanal, Wickendorfer Kanal/Langer Graben).

#### Chiuse
Le imbarcazioni attraversano, dall'Elba a Plau am See, 17 chiuse superando un dislivello di 49 m. La chiusa con il maggior dislivello è quella di Bobzin presso Lübz, pari a 6,9 m.
La lunghezza della chiusa più corta ammonta a 41,50 m, mentre la larghezza di quella più stretta è di 5,20 m, il dislivello più basso, nella chiusa Eldena, è di 3,73 m.
Fino al 2009 vi erano già nove chiuse ad auto-azionamento. La centrale di sorveglianza ha sede a Parchim.

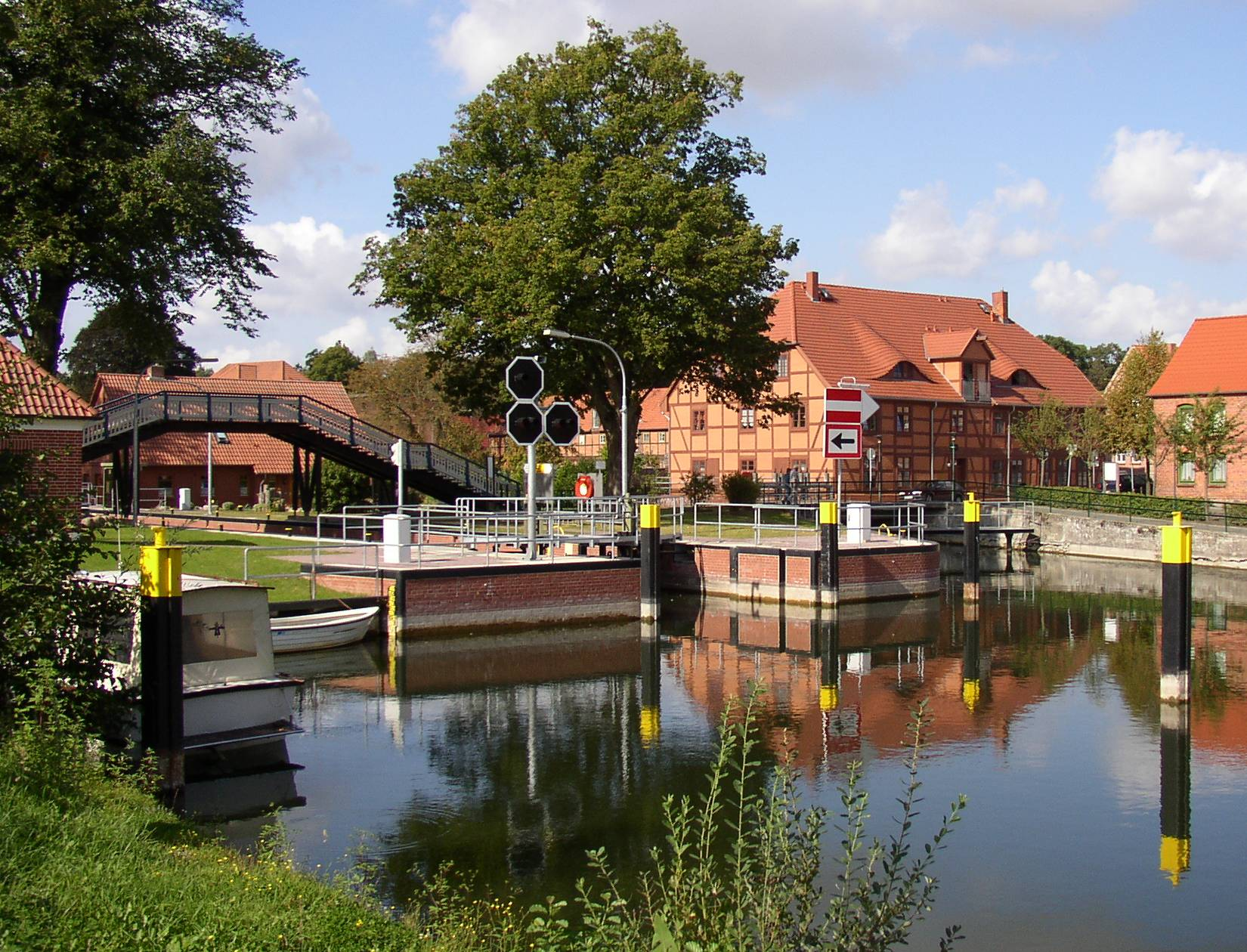
Chiusa di Plau am See
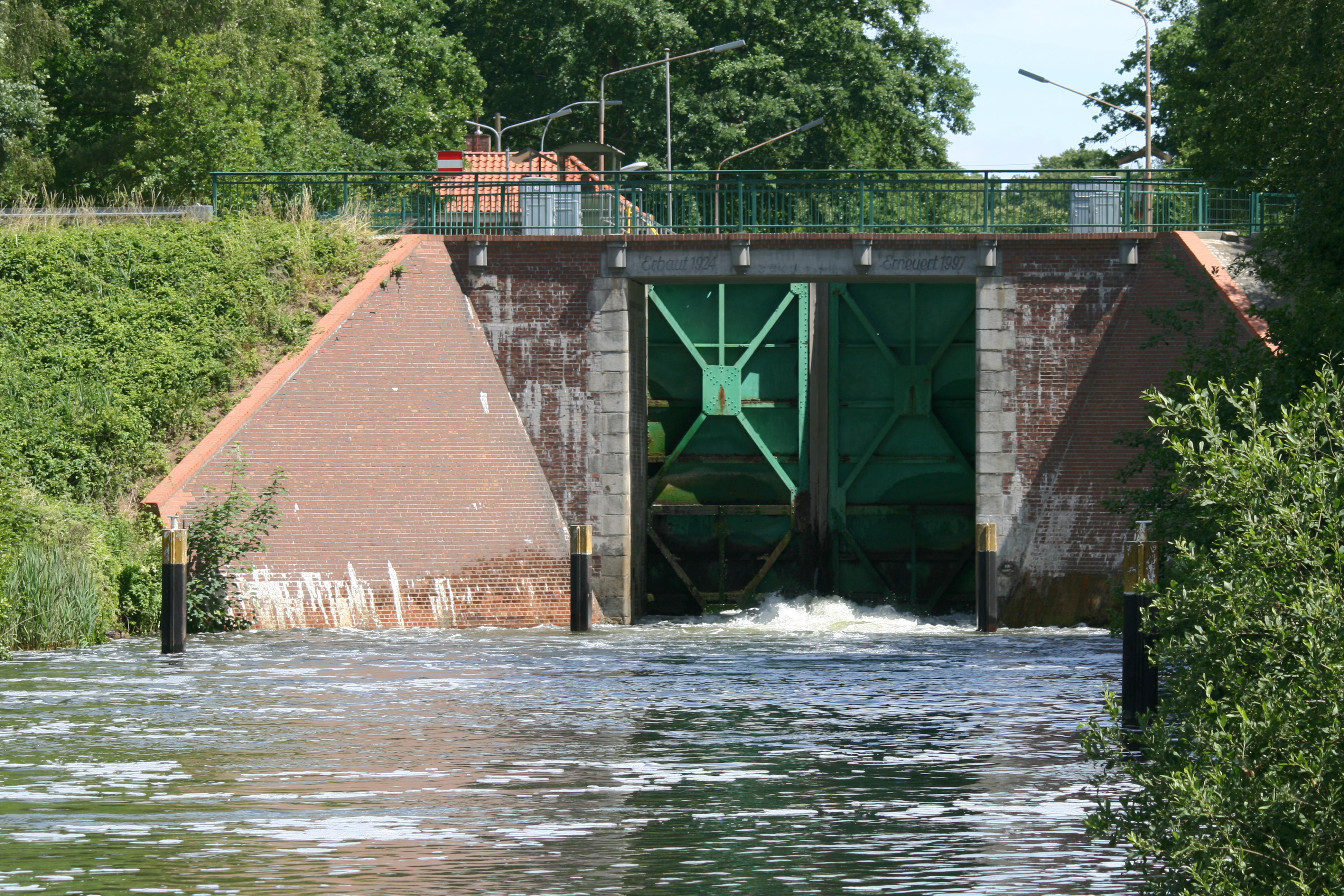
Chiusa con il più grande dislivello nel Eldeverlauf a Bobzin
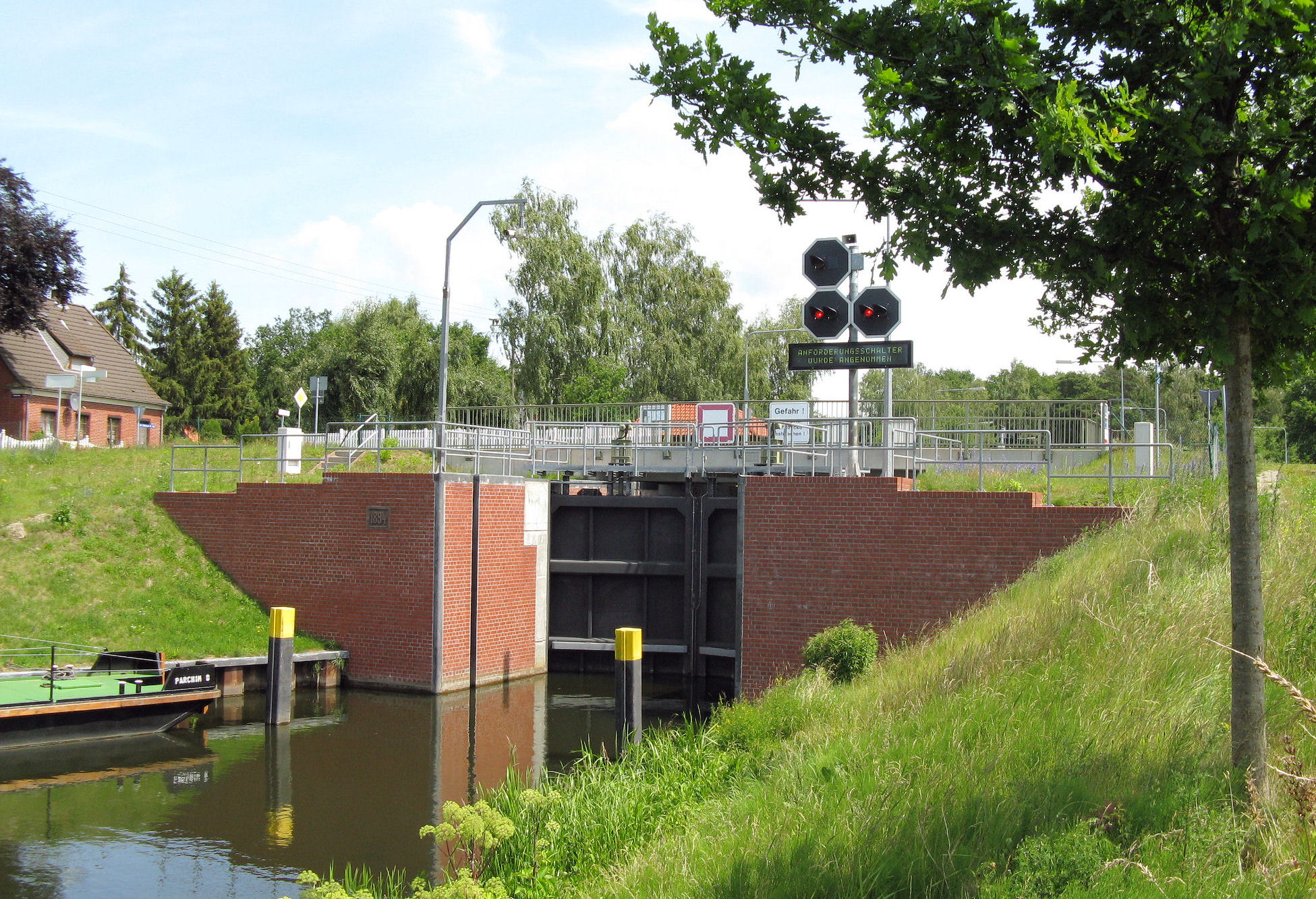
Chiusa di Garwitz
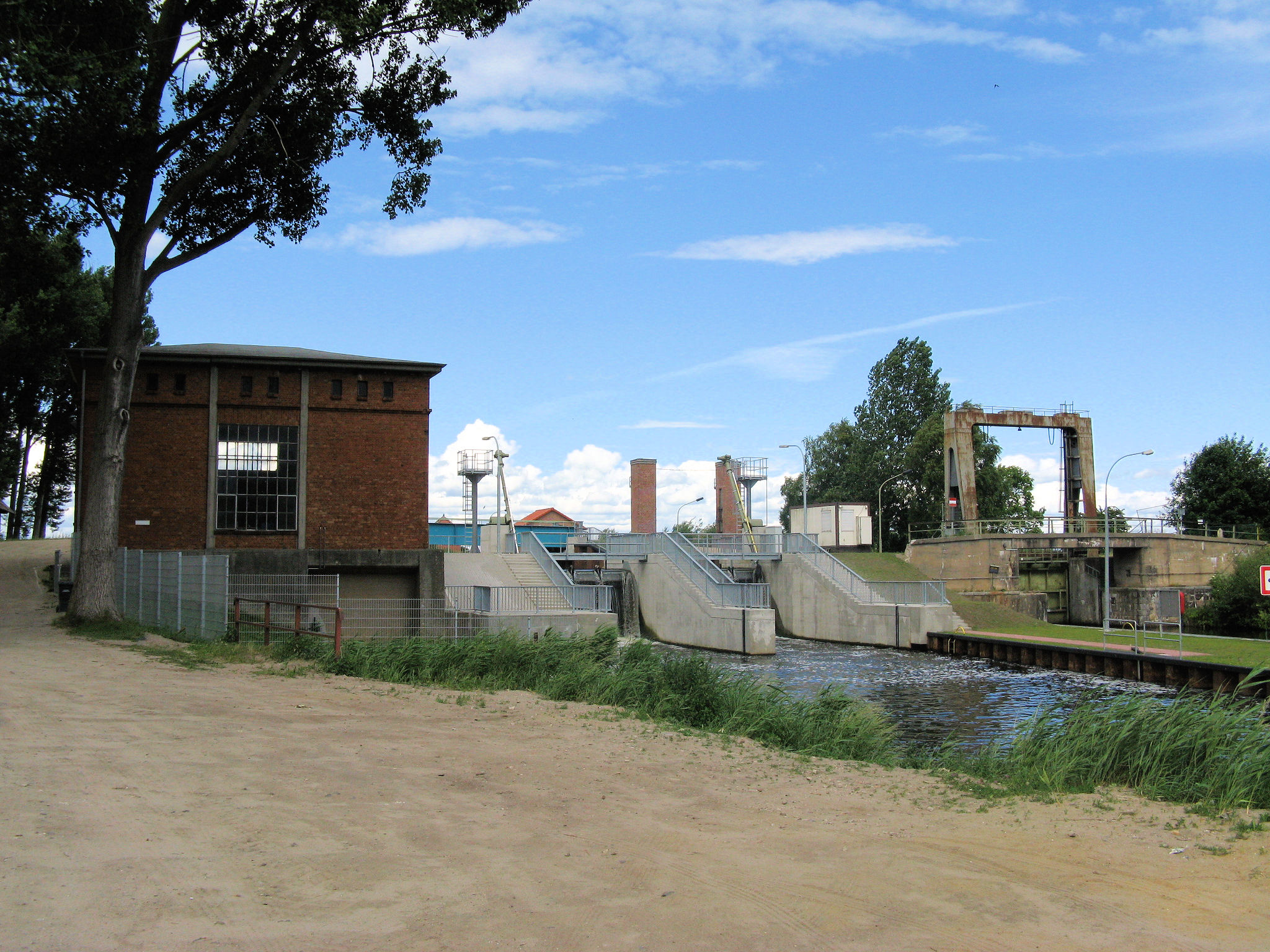
Chiusa di Lewitz

### Antica Elde

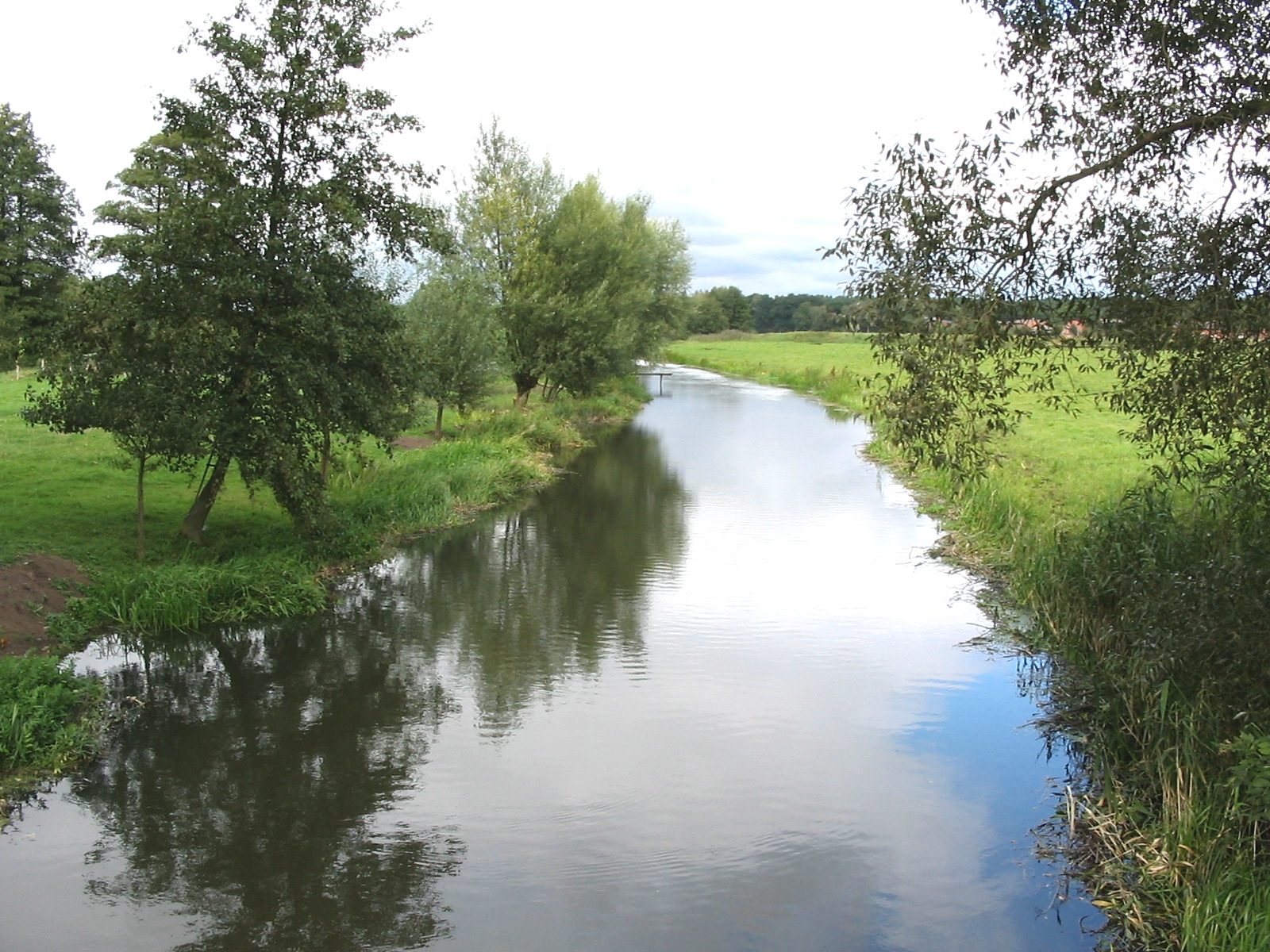
Antica Elde presso Alt Eldenburg

Per molti tratti sono rimasti intatti vicino al fiume dal corso regolato i resti dell'originario percorso della corrente. Questi spesso tortuosi tratti sono denominati Alte Elde (Antica Elde). Un lungo tratto di questi si trova ad est di Lübz, presso Kuppentin, a nord della via d'acqua. Questo, grazie alle specie di animali e piante rare che ospita e della disponibilità ecologica di corsi d'acqua ha una normale destinazione ad area naturale protetta. Fra Lübz e Parchim l'Antica Elde è rimasta con vari tratti, parte sulla destra, parte sulla sinistra della via d'acqua. Tra lo sfocio dello Störkanals e Neustadt-Glewe scorre l'antico fiume a destra della via d'acqua, colà anche su mappe recenti indicato talvolta come Elde. L'antico fiume attraversa anche il centro storico di Grabow e poi a sinistra della via d'acqua fino a Güritz. Vicino vi è una serie di brevi tratti dell'Antica Elde e sue antiche diramazioni. Tra Eldena ed il Löcknitz, presso Seedorf, scorre l'Antica Elde completamente separata dalla via d'acqua, oltre Boek, Gorlosen e Grittel. Presso Gorlosen sfocia il Meynbach. Dietro Görnitz il fiume oltrepassa il confine con lo stato del Brandeburgo. Negli anni 2005 e 2006 il tratto di 20 km dell'Antica Elde in quella zona fu riportato allo stato naturale originario con un progetto interstatale.

## Storia

### Prime tracce
La Elde viene citata in un atto pubblico dell'anno 786 riguardo alla fondazione del vescovado di Verden da parte di Carlo Magno. L'autenticità di questo documento è tuttavia controversa. Nel 946 l'imperatore Ottone I rilasciò alla diocesi di Havelberg una lettera di donazione nella quale le veniva stabilito il suo confine settentrionale lungo la Elde fino alla sua unione con il fiume Elba.
Enrico il Leone definì nel 1163 come confine della diocesi di Ratzeburg il fiume Elde fino al suo sfocio.

### Piani di sviluppo

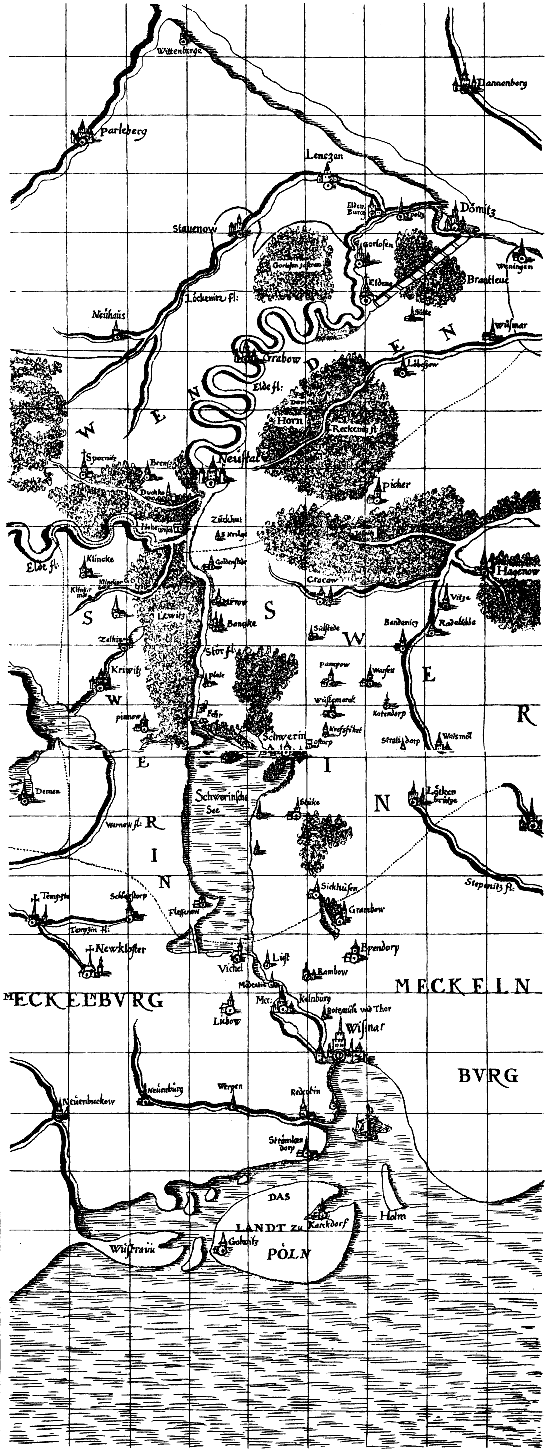
Mappa di Tilemann Stella sul progetto di collegamento dall'Elba fino al Baltico del 1576

Dopo che Lubecca nel 1398 aveva ottenuto con il Canale di Stecknitz il collegamento con l'Elba, la città anseatica di Wismar rimase indietro nel commercio del sale
Vennero discussi numerosi progetti, fra i quali anche un collegamento fra lo Schaalsee e la Boize. Già i duchi meclemburghesi Magnus IIe suo fratello Baldassarre avevano tentato d'impostare il traffico navale sulla Elde, ma uno degli ostacoli di fondo era l'incertezza sulla fonte di finanziamento: né i duchi né la città di Wismar si riconoscevano in tale veste. Wismar, fra gli altri cercò aiuto finanziario a Magdeburgo ma il tentativo non ebbe successo.
Un ulteriore problema era costituito dai diritti di godimento per un breve tratto della Elde nella zona brandeburghese. Il progetto venne citato nel 1531 regnante il duca Alberto VII di Meclemburgo-Güstrow. Questi aveva sposato la principessa Anna, una figlia del principe elettore Gioacchino I di Brandeburgo e sperava così di poter convincere, grazie ai rapporti diplomatici con i vicini principi e società ai quali aveva chiesto un sostegno finanziario, i brandeburghesi ad utilizzare la via d'acqua.
Il duca Giovanni Alberto I di Meclemburgo-Schwerin nel 1566 fece erigere quattro chiuse sullo Stör e sull'Elde. Anche il fratello Ulrico III di Meclemburgo-Güstrow aveva trattato con due costruttori di chiuse a Grabow ed a Eldena dopo che Giovanni Alberto gli aveva promesso la metà degl'introiti doganali. Con un faticoso viaggio in barca, nonostante che il pescaggio di soli 60 cm su gran parte delle acque costringesse a trainare l'imbarcazione, nel maggio del 1567 una commissione, alla quale apparteneva anche Tilemann Stella quale rappresentante di Giovanni Alberto, giunse da Viecheln alla sponda nord del lago di Schwerin dopo Dömitz.
Gioacchino II di Brandeburgo, principe elettore del Brandeburgo, non si lasciò però convincere sull'utilizzo di una via d'acqua, cosicché i lavori alla chiusa di Gorlosen cessarono e Stella non considerò più nei suoi piani il tratto sull'Elde.

### Il primo canale dell'Elde
Una via di uscita era il collegamento diretto da Eldena a Dömitz sul territorio meclemburghese. Lo svantaggio, che si deviava il fiume dal suo antico corso e quindi erano da temere conflitti con i vicini brandeburghesi, si contrapponeva al vantaggio di interessare solo il proprio territorio e quindi gli introiti doganali non sarebbero stati da dividere con altri.

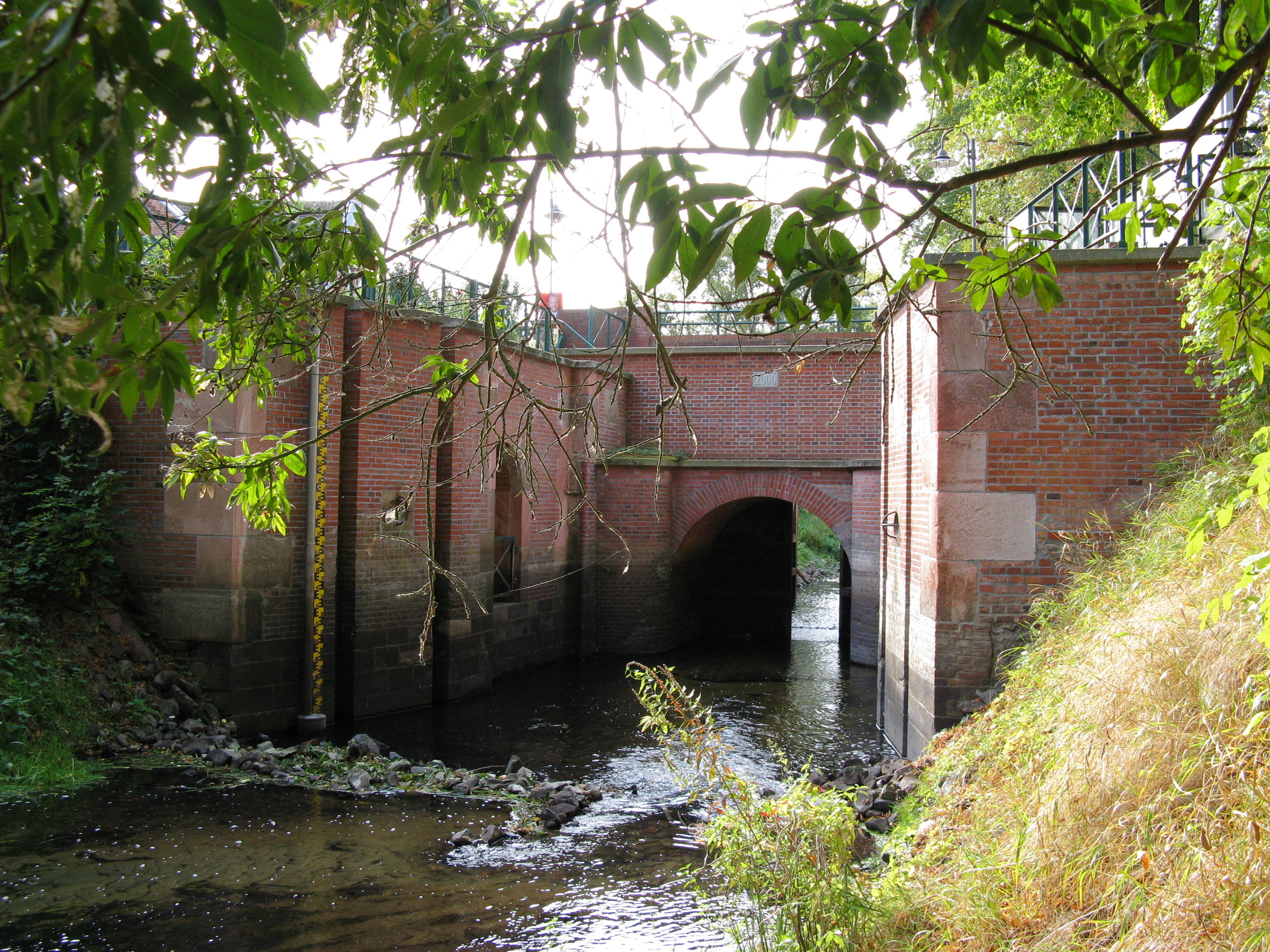
Chiusa in pietra a Dömitz

Il terreno da attraversare venne sondato e misurato tra aprile e maggio 1568. Nell'agosto dello stesso anno s'incominciò con i lavori di scavo fra Dömitz e Brantlewe, un boschetto acquitrinoso vicino alla città. Anche dal lato di Eldena si procedette con i lavori.
Per finanziare i lavori nell'aprile del 1569 furono istituite imposte, dalle quali solo la nobiltà era esente. Già in novembre il direttore dei lavori Jost Spangenberg prospettava una pronta conclusione dei lavori. Nell'agosto del 1571 il progetto ricevette una batosta, allorché Giovanni Giorgio, principe elettore del Brandeburgo, poco dopo la sua entrata in carica, fece distruggere quattro chiuse e parte del canale da nobili, contadini e braccianti. I lavoratori del canale vennero minacciati d'impiccagione se avessero proseguito i lavori. Il principe elettore Augusto I di Sassonia intervenne nella lite come paciere.
In febbraio 1572 il collegamento fra Eldena e Dömitz, la Nuova Elde, con sette chiuse, tutte in legno, eccetto una in pietra presso Dömitz, era praticamente pronto e l'11 agosto 1572 la prima imbarcazione navigò sul canale di Dömitz. Secondo le disposizioni del duca Giovanni Alberto le chiuse vennero ampliate e migliorate ed il 15 marzo 1575 nelle città di Magdeburgo e di Amburgo venne annunciato, che la "nuova via" era navigabile in entrambe le direzioni. Ora era possibile una navigazione da Viecheln fino all'Elba. Il collegamento dal lago di Schwerin fino a Wismar, progettato fin dal 1480 non venne mai messo in opera e le parti già costruite andarono in rovina.

### Opere sulla Elde nel XIX secolo

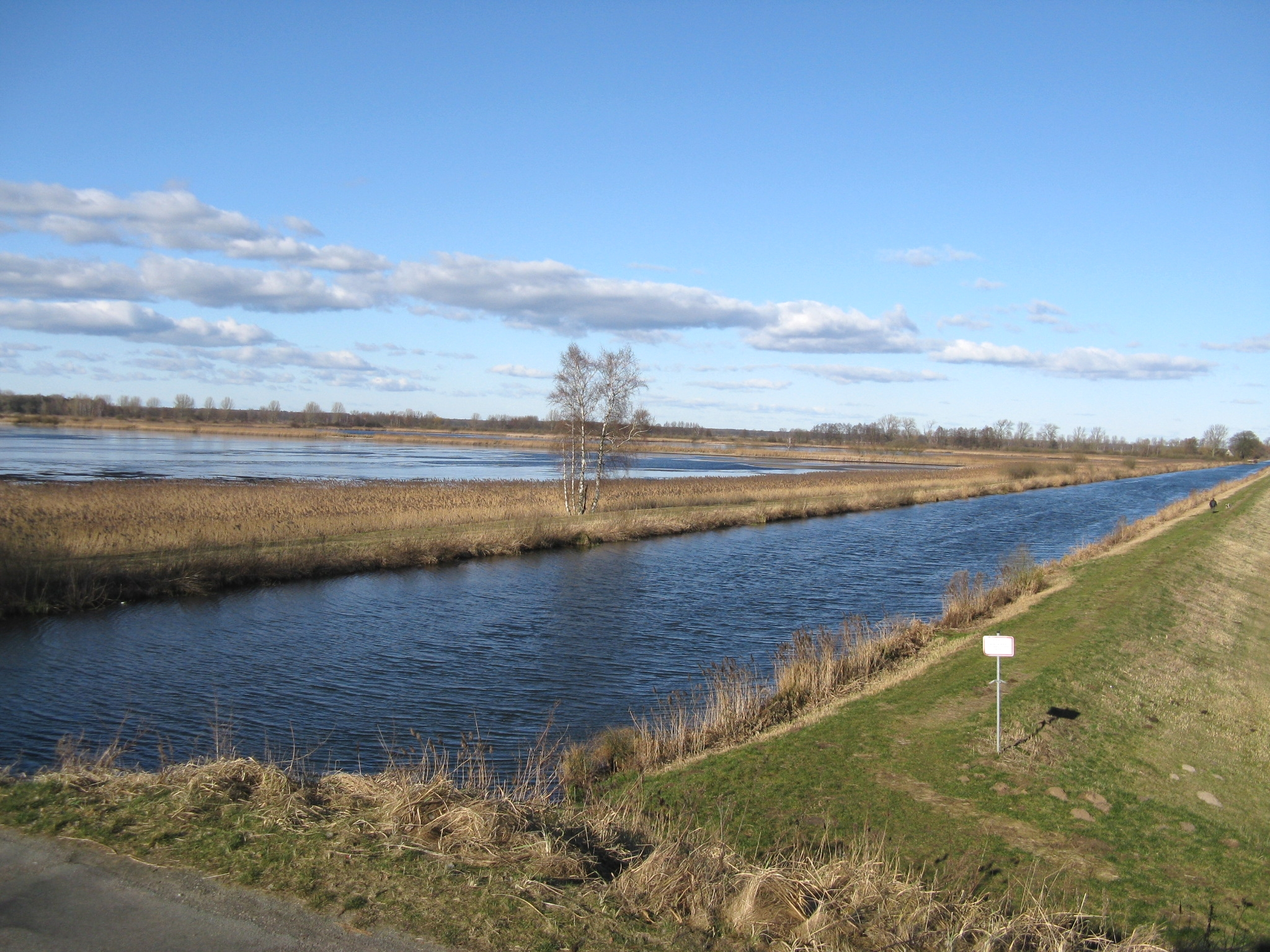
Canale di Federico Francesco a nord di Neustadt-Glewe

Lo sviluppo economico agl'inizi del XIX secolo stimolò ulteriori opere sulla via d'acqua. Così vennero allargati i collegamenti fra i laghi, i cosiddetti Reeken presso Waren ed il lago di Plau, di 40 piedi e le chiuse del 1798 fino al 1803 modernizzate.
Nel 1831 si è costituita la Elde-Actien-Societät (Società per azioni dell'Elde), che aveva come scopo di esercire la navigazione sull'Elde dal Müritz all'Elba, sulla Stör al lago di Schwerin e sul collegamento dal Müritz alla Havel. Un terzo dei costi per circa 400.000 talleri imperiali furono sostenuti dal Land. Il più importanti progetto costruttivo fu quello del canale Friedrich-Franz dal 1832 al 1834 sopra Neustadt-Glewe, che abbreviò il corso della Elde negli acquitrini del Lewitz.
Le chiuse vennero ristrutturate o ricostruite ex-novo, al vecchio canale dello Stör fu aumentata la profondità. Nel medesimo periodo venne realizzato un collegamento dell'Elde alla Havel oltre il Müritz con la costruzione del Bolter Kanals.
L'altezza già prima oscillante del livello d'acqua del Müritz, con la regolazione della Elde fra il 1798 ed il 1836 era disceso di circa 1,30 m.
Sebbene a causa dei costi crescenti la Elde-Actien-Societät avesse dovuto ricorrere fin dall'inizio a prestiti, i ricavi dai pedaggi riscossi per i passaggi attraverso le chiuse furono sufficienti a garantire un piccolo utile. Dalla fina degli anni 1840 la concorrenza delle ferrovie, come la linea Berlino-Amburgo, si fece sempre più sentire. Nel 1857 la Società dovette per questo motivo cedere i suoi diritti ai proprietari terrieri, i quali se ne accollarono anche i debiti. Inoltre le limitazioni della stazza delle imbarcazioni si rivelò uno svantaggio. La stazza massima era stata limitata inizialmente a circa 50 tonnellate, successivamente potata a poco più di 60. Singole, puntuali costruzioni, come quella del Grabower e del Güritzer Kanal, non furono sufficienti.
In una perizia del 1877 per il governo del Land, l'esperto civile Adolf Wiebe stabilì, che le vie d'acqua del Meclemburgo non avrebbero mai potuto accogliere un gran traffico. Egli però riteneva sensata la costruzione di imbarcazioni lunghe 40 m e capaci di un carico fino a 125 tonnellate. Dopo lunghe trattative la costruzione venne decisa dal parlamento locale nel 1890. 1,5 milioni di marchi vennero concessi come contributo del Land.
Alle opere più importanti apparteneva la costruzione del canale fra Dömitz e Grabow, a nord di Neustadt. Dopo la presa in esame di numerosi possibili progetti, venne elaborato quello di un tratto di canale a chiuse di 8 km fra Grabow e Neustadt, già per imbarcazioni lunghe 51,5 a;m e di 350 tonnellate. Nell'autunno del 1895 anche questo tratto era pronto. Lavori supplementari ebbero luogo negli anni 1896 e 1897. I costi dell'opera ammontarono a più di 2 milioni di marchi.

### Successivi sviluppi

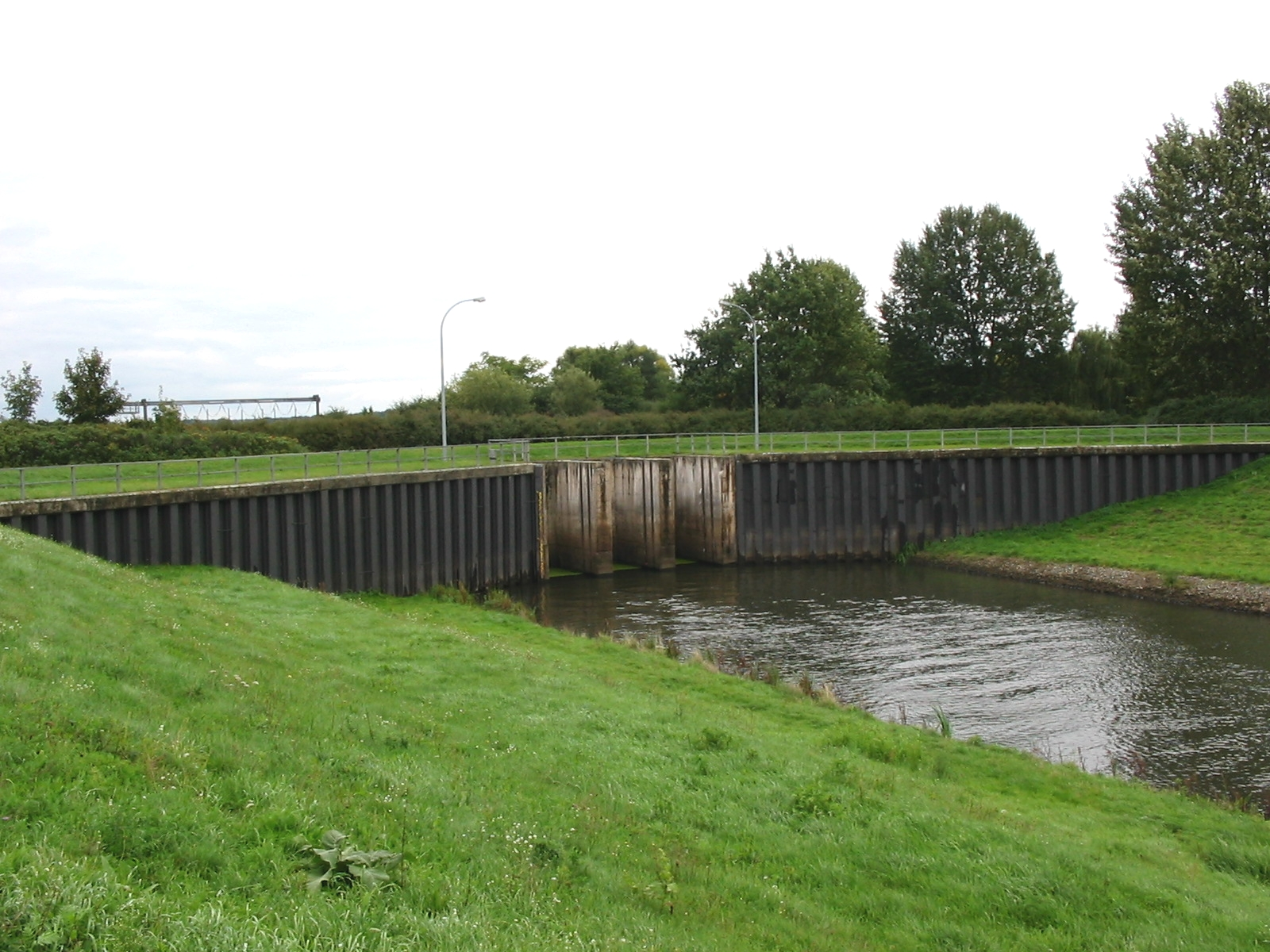
Presso Dömitz la (Nuova) Löcknitz attraversa degli anni 1970 il, canale laterale della Elde

Sebbene il collegamento al Baltico non sia mai stato realizzato, la Elde era della massima importanza per il trasporto dei prodotti del territorio verso Amburgo. Nel 1921 iniziarono nuove regolazioni della corrente del fiume, che negli anni 1930 furono ulteriormente ampliate. Con queste avrebbe dovuto essere realizzato un nuovo collegamento veloce da Berlino ad Amburgo, poiché il fiume disponeva di uno stabile livello d'acqua, cosa che non era garantita dal fiume Elba.
In concomitanza con la regolazione e la concentrazione dei salti d'acqua, vennero raggiunte maggiori altezze per questi ultimi.
Anche se questi piani non vennero poi continuati, la Elde rimase fino ai tempi della DDR la via di trasporto più importante, presso le cui rive s'insediarono industrie di trasformazione. Dopo l'erezione del Muro di Berlino, nel 1961, il transito per l'Elba venne chiuso.
Nel 1973 venne spostato da Klein Schmölen in prossimità di Wehningen. Il nuovo corso del fiume incrocia a nord di Dömitz il Canale della Elde, sotto il quale viene fatto passare canalizzato.
Per drenare e inondare a scopo economico le pianure circostanti, negli anni 1970 venne realizzato un collegamento artificiale al Rögnitz, il cosiddetto Elde-Rögnitz-Überleiter.
Dopo il 1990 il passaggio per l'Elba fu nuovamente libero. Tuttavia con il crollo delle industrie della regione, la Elde come via per le navi da carico ha perso praticamente ogni importanza ed ora viene solo più utilizzata per il traffico fluviale turistico.

### Sfocio della Elde e porto di Dömitz

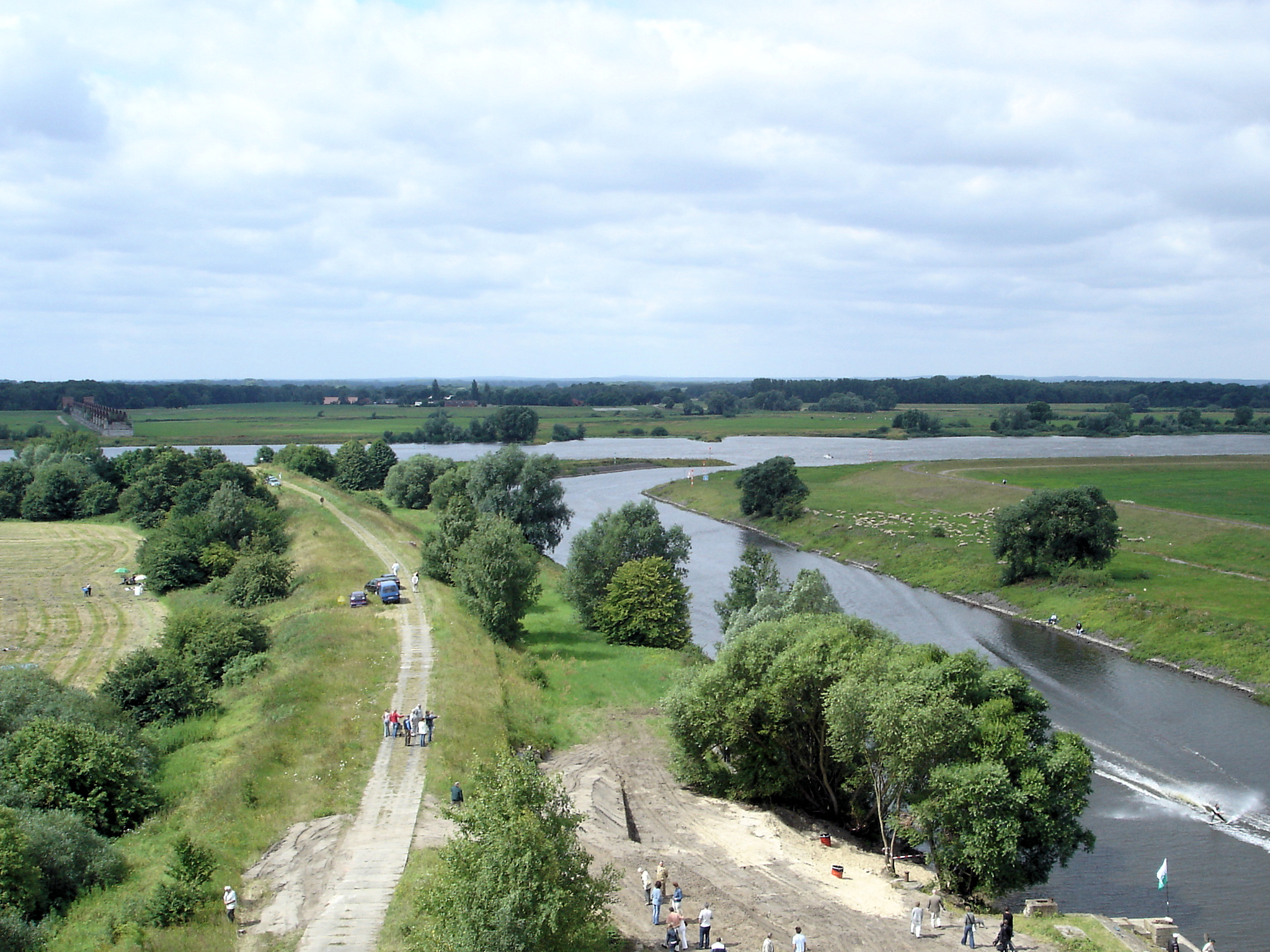
Attuale sfocio del canale laterale della Elde a Dömitz

Lo sfocio della Elde fu, dopo le prime opere, più volte spostato. La mappa di Tillman Stella, risalente al 1576, indica in proposito, che l'Elde già dalla realizzazione della Nuova Elde si avvicinava all'Elba a sud di Dömitz, però vi sfociava solo dopo aver aggirato la città da nord-ovest.
Una mappa del geometra Gerhart Evert Pilooth del 1612 mostra una chiusa in pietra allo sfocio della Nuova Elde con l'iscrizione: «Qui la nuova Elde, attraverso questa chiusa in pietra, entra nella vecchia Elde». Nel 1722 e nel 1823 la chiusa venne restaurata, per motivi di sicurezza in caso di esondazione, circondandola con una trincea Essa non venne più utilizzata ma rimase intatta a mo' di monumento.
Anche una mappa del Meclemburgo risalente al 1645 mostra un avvicinamento dell'Antica Elde con il collegamento all'Elba presso Klein Schmölen e l'immediatamente successivo giro intorno a Dömitz.
Più avanti l'Antica Elde sfocia presso Klein Schmölen il letto della cosiddetta Dove Elde crea presso Dömitz un ramo laterale.
Nel corso della regolazione degli anni dal 1831 al 1836 lo sfocio della Nuova Elde nel ramo laterale dell'Elba venne spostato e dal 1835 al 1836 venne costruita una nuova chiusa con camera a pareti massicce in laterizio e con zona di stazionamento per le imbarcazioni. All'impianto apparteneva una chiusa a caduta, sulla quale l'acqua di accumulazione della Elde poteva riversarsi nel ramo laterale. Era possibile raggiungere Schwerin con imbarcazioni lunghe fino a 40 m.
Quando venne costruito il ponte ferroviario sul fiume Elba nei pressi di Dömitz tra il 1871 ed il 1873 vi fu un ulteriore spostamento dello sfocio della Nuova Elde, questa volta direttamente nell'Elba stessa. Fino al 1890 venne realizzato un nuovo porto, che fu collegato al tratto ferroviario Lüneburg-Wittenberge. Un ampliamento del bacino del porto, progettato nel 1934, non venne mai realizzato. Nel 1938 fu costruito un magazzino per cereali con criteri di resistenza ad attacchi aerei.

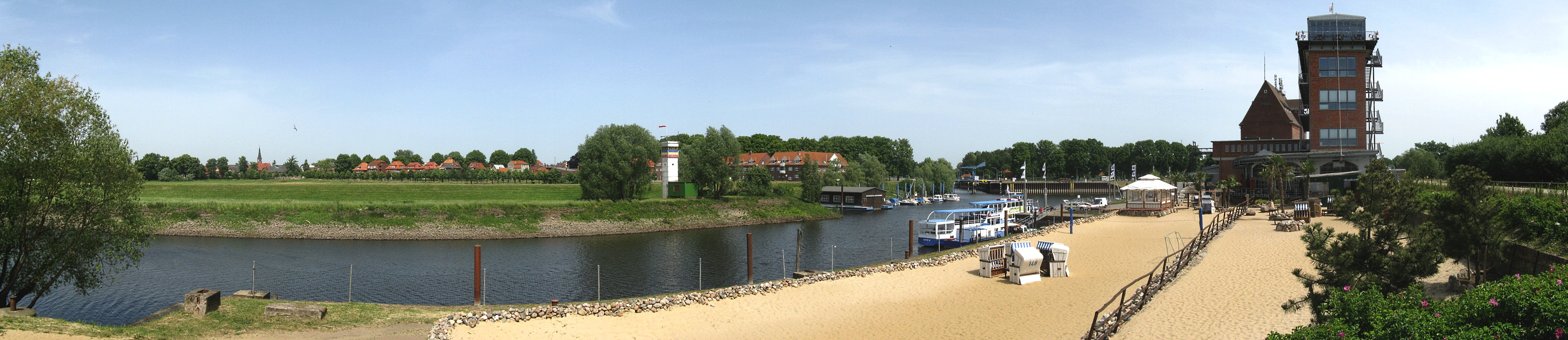
Il porto di Dömitz con torre di avvistamento, magazzino ed ex impianto per il carico e scarico dei cereali

Dopo la seconda guerra mondiale il porto a Dömitz mantenne tutto subito la sua importanza, poiché la struttura ferroviaria per il trasporto merci non aveva dimensioni sufficienti a soddisfare il traffico corrispondente. Tuttavia a causa degli impianti di confine della zona di occupazione inglese in Germania vi furono le prime limitazioni.
In sostituzione del precedente sviluppato trasporto di cereali dal porto di Amburgo dall'Unione Sovietica alla Cecoslovacchia, venne realizzato negli anni 1950 un impianto per il trasbordo di cereali, che doveva consentire il rifornimento dei medesimi per ferrovia dal porto di Wismar. Non ne fu però più possibile l'utilizzo dal 1961, poiché l'impianto di Dömitz dovette essere smantellato per motivi di sicurezza dei confini. Il porto divenne punto di appoggio di confine per le imbarcazioni.
Dopo che nel 1973 Dömitz venne tolto dalla fascia dei 5 km della zona di confine intertedesco, il porto venne circondato da un recinto. Porto e chiuse furono abbandonati e nel 1990 parte dell'impianto di carico e scarico die cereali fu demolito; la "camera" della chiusa, una parete della quale già negli anni 1980 aveva dovuto essere demolita a causa del crollo della costruzione, venne ricostruita. La parte in cemento armato dell'impianto di carico e scarico dei cereali, dopo un'opera di ristrutturazione, venne utilizzata a scopi gastronomici.

## Impianti idroelettrici

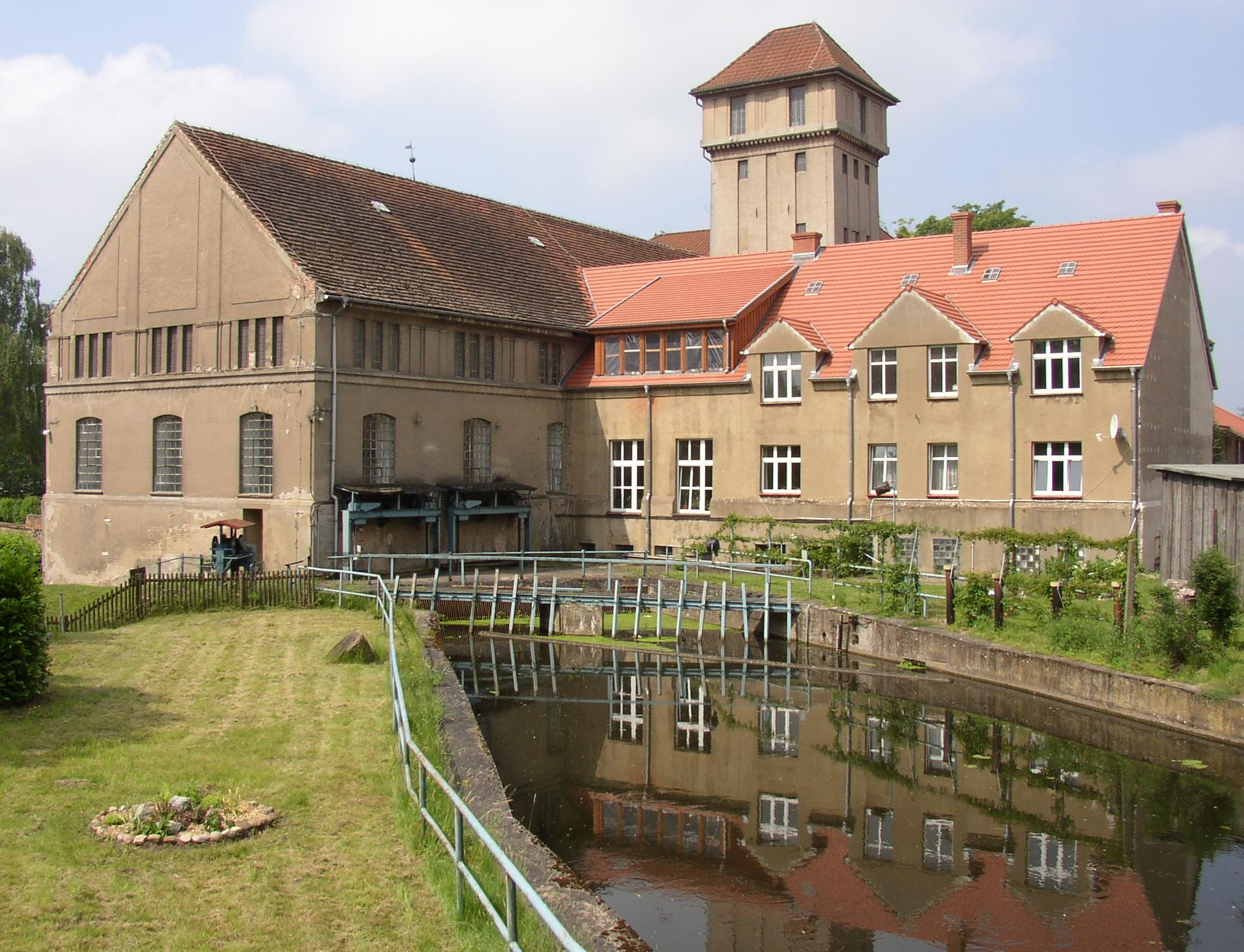
Centrale idroelettrica di Neustadt-Glewe

Dei 22 impianti idroelettrici presenti nel Meclemburgo-Pomerania Anteriore, 9 si ritrovano sul corso della Elde e dei suoi canali. Anche se la Elde non presenta un potenziale energetico come i fiumi del sud della Germania, vi sono grazie ai manufatti ed agli scavi della via navigabile alcune cadute di acqua, che azionano piccole centrali.
Centrali idroelettriche si trovano a Barkow, a Bobzin, quartiere di Lubecca, a Damm, Neustadt-Glewe presso la chiusa di Lewitz. Anche a Grabow ed a Neu Kaliß vi sono impianti di questo tipo.

## Protezione della natura
Considerando i laghi la Elde attraversa Un parco nazionale ed otto aree naturali protette (Naturschutzgebiete = NSG). Già nel suo corso superiore si trova l'area naturale protetta di Mönchsee, un lago di pianura con intorno terreni palustri, che è luogo di cova e riposo per uccelli acquatici. Presso il Müritz vi è l'omonimo Parco Nazionale e le NSG Naturschutzgebiet Müritzsteilufer bei Rechlin e Großer Schwerin und Steinhorn.
Al Kölpinsee si trova la NSG Damerower Werder che con le fluttuazioni del livello del pelo d'acqua condizionava la zona paludosa dell'area protetta del Blüchersches Bruch und Mittelplan
Con la protezione della zona del Nordufer Plauer See vengono perseguite la cura e lo sviluppo di un paesaggio con laghi, paludi, boschi e terreni umidi. Il percorso originario della Elde nell'area naturale protetta della Alte Elde bei Kuppentin (Antica Elte presso Kuppentin) mantiene sotto protezione la variegata fauna ittica, i luoghi umidi ed i boschi.
A nord di Neustadt-Glewe attraversano l'Area naturale protetta del Fischteiche in der Lewitz il corso originario della Elde e quello canalizzato. Gli stagni si trovano da entrambe le parti della via d'acqua al di sotto del suo livello di pelo d'acqua.